# Вилар-да-Вейга
Вилар-да-Вейга (порт. Vilar da Veiga)  —  населённый пункт и район в Португалии,  входит в округ Брага. Является составной частью муниципалитета  Терраш-де-Бору. Находится в составе крупной городской агломерации Большое Минью. По старому административному делению входил в провинцию Минью. Входит в экономико-статистический  субрегион Каваду, который входит в Северный регион. Население составляет 1530 человек на 2001 год. Занимает площадь 83,64 км².